# Campeonato Africano de Atletismo de 2024 - 3000 m com obstáculos masculino
A prova dos 3000 metros com obstáculos masculino do Campeonato Africano de Atletismo de 2024 foi disputada no dia 23 de junho, no Estádio de Japoma, em Duala, nos Camarões.

## Recordes
Antes desta competição, os recordes mundiais e do campeonato nesta prova eram os seguintes:
|                       | Nome                | Nacionalidade | Tempo     | Local   | Data                 |
| --------------------- | ------------------- | ------------- | --------- | ------- | -------------------- |
| Recorde mundial       | Lamecha Girma       | Etiópia       | 7m 52s 11 | Paris   | 9 de junho de 2023   |
| Recorde do campeonato | Paul Kipsiele Koech | Quênia        | 8m 11s 03 | Bambous | 11 de agosto de 2006 |
| Recorde africano      | Lamecha Girma       | Etiópia       | 7m 52s 11 | Paris   | 9 de junho de 2023   |

## Medalhistas
| Ouro                   | Prata              | Bronze               |
| Leonard Chemutai (UGA) | Edmund Serem (KEN) | Matthew Kosgei (KEN) |

## Cronograma
Todos os horários são locais (UTC+1).
| Data        | Hora  | Evento |
| ----------- | ----- | ------ |
| 23 de junho | 17:55 | Final  |

## Resultado final
A final ocorreu dia 23 de junho às 17:55.
| Posição           | Atleta             | Nacionalidade | Tempo   | Notas |
| ----------------- | ------------------ | ------------- | ------- | ----- |
| Medalha de ouro   | Leonard Chemutai   | Uganda        | 8:21.30 |       |
| Medalha de prata  | Edmund Serem       | Quênia        | 8:21.94 |       |
| Medalha de bronze | Matthew Kosgei     | Quênia        | 8:21.98 |       |
| 4                 | Hailemariyam Amare | Etiópia       | 8:23.76 |       |
| 5                 | Collins Kiprop     | Quênia        | 8:29.06 |       |
| 6                 | Hirko Hayilu       | Etiópia       | 8:35.59 |       |
| 7                 | Bilal Tabti        | Argélia       | 8:41.68 |       |
| 8                 | Elphas Toroitich   | Uganda        | 8:43.91 |       |
| 99                | Hicham Bouchicha   | Argélia       | DNS     |       |
| 99                | Samuel Duguna      | Etiópia       | DNS     |       |

Legenda
| Recorde mundial       | Recorde mundial (World record)               |                       | Recorde africano                      | Recorde africano (African) |                                           | Q | Classificado por posição (Qualified) |
| Recorde do campeonato | Recorde do campeonato (Championship record)  | Recorde da América    | Recorde da América (Americas)         | q                          | Classificado por melhor tempo (Qualified) |   |                                      |
| Melhor marca do ano   | Melhor marca do ano (World leading)          | Recorde asiático      | Recorde asiático (Asian)              | DNS                        | Não largou (Did not start)                |   |                                      |
| Recorde nacional      | Recorde nacional (National record)           | Recorde europeu       | Recorde europeu (European)            | DNF                        | Não terminou (Did not finish)             |   |                                      |
| Recorde pessoal       | Recorde pessoal do atleta (Personal best)    | Recorde da Oceania    | Recorde da Oceania (Oceania)          | DSQ / DQ                   | Desclassificado (Disqualified)            |   |                                      |
| Recorde da temporada  | Recorde da temporada do atleta (Season best) | Recorde sul-americano | Recorde sul-americano (South America) | NM                         | Sem marca (No mark)                       |   |                                      |